# Coupe de la confédération 2025-2026
Navigation
Édition précédente Édition suivante
La Coupe de la confédération 2025-2026 ou Coupe de la confédération Total Énergies pour des raisons de parrainage, est la 23e édition de la compétition inter-clubs africaine de football de deuxième niveau.
Cette compétition organisée par la CAF oppose des clubs africains qui se sont illustrés dans leurs championnats respectifs la saison précédente.
Le vainqueur de la Coupe de la confédération se qualifie pour la Coupe de la confédération 2026-2027 et la Supercoupe de la CAF 2026.

## Format
Le format de cette compétition est celui des éditions précédentes. Les nations présentent 1 ou 2 clubs en fonction de leur classement quinquennal de la saison passée, qui sont qualifiés pour le premier ou le second tour de qualification en fonction du classement quinquennal individuel des clubs.
Les équipes franchissant les tours de qualification sont réparties dans quatre chapeaux de 4 équipes selon le classement quinquennal individuel des clubs.
La phase de groupe de la compétition est composés de groupes de 4 équipes et la phase finale de trois tours allant des quarts de finale jusqu'à la finale.

## Participants
58 équipes provenant de 46 associations membres de la CAF participent à la Coupe de la confédération 2025‑2026.
D'après le classement quinquennal de la CAF 2025, une liste définit d’abord le nombre de clubs qu’une association a le droit d’envoyer :
- Le vainqueur de la Coupe de la confédération 2024-2025 est qualifié d'office ;
- Les associations aux places 1 à 12 envoient deux clubs dans la compétition ;
- Les associations aux places 13 à 47 envoient un club dans la compétition.

| Égypte (1er Classement quinquenal - 190,5 pts)      | Égypte (1er Classement quinquenal - 190,5 pts)      | Maroc (2e Classement quinquenal - 142 pts)         | Maroc (2e Classement quinquenal - 142 pts)         |
| --------------------------------------------------- | --------------------------------------------------- | -------------------------------------------------- | -------------------------------------------------- |
| 3e du Championnat 2024-2025                         | Zamalek SC                                          | 3e du Championnat 2024-2025                        | Wydad AC                                           |
| 4e du Championnat 2024-2025                         | Al-Masry Club                                       | Vainqueur Coupe 2023-2024                          | OC Safi                                            |
| Afrique du Sud (3e Classement quinquenal - 131 pts) | Afrique du Sud (3e Classement quinquenal - 131 pts) | Algérie (4e Classement quinquenal - 130 pts)       | Algérie (4e Classement quinquenal - 130 pts)       |
| 3e du Championnat 2024-2025                         | Stellenbosch FC                                     | 3e du Championnat 2024-2025                        | CR Belouizdad                                      |
| Vainqueur Coupe 2024-2025                           | Kaizer Chiefs FC                                    | Vainqueur Coupe 2024-2025                          | USM Alger                                          |
| Tanzanie (5e Classement quinquenal - 82,5 pts)      | Tanzanie (5e Classement quinquenal - 82,5 pts)      | Tunisie (6e Classement quinquenal - 82,5 pts)      | Tunisie (6e Classement quinquenal - 82,5 pts)      |
| 3e du Championnat 2024-2025                         | Azam FC                                             | 3e du Championnat 2024-2025                        | ES Sahel                                           |
| 4e du Championnat 2024-2025                         | Singida Black Stars FC                              | Finaliste Coupe 2024-2025                          | Stade Tunisien                                     |
| Angola (7e Classement quinquenal - 55 pts)          | Angola (7e Classement quinquenal - 55 pts)          | RD Congo (8e Classement quinquenal - 45 pts)       | RD Congo (8e Classement quinquenal - 45 pts)       |
| 3e du Championnat 2024-2025                         | Primeiro de Agosto                                  | 3e du Championnat 2024-2025                        | AS Maniema Union                                   |
| Vainqueur Coupe 2024-2025                           | Kabuscorp SC                                        | Vainqueur Coupe 2024                               | AS Vita Club                                       |
| Soudan (9e Classement quinquenal - 40 pts)          | Soudan (9e Classement quinquenal - 40 pts)          | Côte d'Ivoire (10e Classement quinquenal - 38 pts) | Côte d'Ivoire (10e Classement quinquenal - 38 pts) |
| Mode de qualification inconnu                       | Al Ahly Wad Madani                                  | 3e du Championnat 2024-2025                        | AFAD Djékanou                                      |
|                                                     | Al Zamalek Umr                                      | 4e du Championnat 2024-2025                        | FC San-Pédro                                       |
| Libye (11e Classement quinquenal - 24 pts)          | Libye (11e Classement quinquenal - 24 pts)          | Nigeria (12e Classement quinquenal - 21 pts)       | Nigeria (12e Classement quinquenal - 21 pts)       |
| 3e du Championnat 2024-2025                         |                                                     | 3e du Championnat 2024-2025                        | Abia Warriors FC                                   |
| 4e du Championnat 2024-2025                         |                                                     | Vainqueur Coupe 2025                               | Kwara UFC                                          |
| Mali (13e Classement quinquenal - 18,5 pts)         | Mali (13e Classement quinquenal - 18,5 pts)         | Ghana (14e Classement quinquenal - 16 pts)         | Ghana (14e Classement quinquenal - 16 pts)         |
| 2e du Championnat 2024-2025                         | Djoliba AC                                          | Vainqueur Coupe 2024-2025                          | Asante Kotoko SC                                   |
| Guinée (15e Classement quinquenal - 12 pts)         | Guinée (15e Classement quinquenal - 12 pts)         | Botswana (16e Classement quinquenal - 8 pts)       | Botswana (16e Classement quinquenal - 8 pts)       |
| 2e du Championnat 2024-2025                         | Hafia FC                                            | Vainqueur Coupe 2024-2025                          | Jwaneng Galaxy FC                                  |
| Mauritanie (17e Classement quinquenal - 8 pts)      | Mauritanie (17e Classement quinquenal - 8 pts)      | Sénégal (18e Classement quinquenal - 8 pts)        | Sénégal (18e Classement quinquenal - 8 pts)        |
| Vainqueur Coupe 2024-2025                           | ASC SNIM                                            | Vainqueur Coupe 2024-2025                          | AS Génération Foot                                 |
| Congo (19e Classement quinquenal - 7 pts)           | Congo (19e Classement quinquenal - 7 pts)           | Cameroun (20e Classement quinquenal - 7 pts)       | Cameroun (20e Classement quinquenal - 7 pts)       |
| 2e du Championnat 2023-2024,                        | AS Otohô                                            | Vainqueur Coupe 2024-2025                          | Aigle royal de La Menoua                           |
| Togo (21e Classement quinquenal - 3 pts)            | Togo (21e Classement quinquenal - 3 pts)            | Ouganda (22e Classement quinquenal - 3 pts)        | Ouganda (22e Classement quinquenal - 3 pts)        |
| 2e du Championnat 2024-2025                         | FC Gbohloé-su des Lacs                              | 2e du Championnat 2024-2025                        | NEC FC                                             |
| Mozambique (23e Classement quinquenal - 2,5 pts)    | Mozambique (23e Classement quinquenal - 2,5 pts)    | Zambie (24e Classement quinquenal - 2,5 pts)       | Zambie (24e Classement quinquenal - 2,5 pts)       |
| Vainqueur Coupe 2024                                | Ferroviário de Maputo                               | 2e du Championnat 2024-2025                        | ZESCO UFC                                          |
| Eswatini (25e Classement quinquenal - 1 pt)         | Eswatini (25e Classement quinquenal - 1 pt)         | Niger (26e Classement quinquenal - 1 pt)           | Niger (26e Classement quinquenal - 1 pt)           |
| 2e du Championnat 2024-2025                         | Royal Leopards FC                                   | Vainqueur Coupe 2024-2025                          | ASN de la Nigelec                                  |
| Burkina Faso (27e Classement quinquenal - 0,5 pt)   | Burkina Faso (27e Classement quinquenal - 0,5 pt)   | Bénin (NC - 0 pt)                                  | Bénin (NC - 0 pt)                                  |
| 2e du Championnat 2024-2025                         | US Forces armées                                    | 2e du Championnat 2024-2025                        | Coton FC                                           |
| Burundi (NC - 0 pt)                                 | Burundi (NC - 0 pt)                                 | Comores (NC - 0 pt)                                | Comores (NC - 0 pt)                                |
| Vainqueur Coupe 2024-2025                           | Flambeau du Centre                                  | 2e du Championnat 2024-2025                        | Djabal FC Iconi                                    |
| Djibouti (NC - 0 pt)                                | Djibouti (NC - 0 pt)                                | Éthiopie (NC - 0 pt)                               | Éthiopie (NC - 0 pt)                               |
| 2e du Championnat 2024-2025                         | AS Port                                             | Vainqueur Coupe 2024-2025                          | Wolaitta Dicha SC                                  |
| Gabon (NC - 0 pt)                                   | Gabon (NC - 0 pt)                                   | Guinée équatoriale (NC - 0 pt)                     | Guinée équatoriale (NC - 0 pt)                     |
| 2e du Championnat 2024-2025                         | FC Canon 105                                        | Vainqueur Coupe 2024-2025                          | FC 15 de Agosto                                    |
| Kenya (NC - 0 pt)                                   | Kenya (NC - 0 pt)                                   | Liberia (NC - 0 pt)                                | Liberia (NC - 0 pt)                                |
| Vainqueur Coupe 2025                                | Nairobi United                                      | Vainqueur Coupe 2024-2025                          | Black Man Warrior FC                               |
| Madagascar (NC - 0 pt)                              | Madagascar (NC - 0 pt)                              | Malawi (NC - 0 pt)                                 | Malawi (NC - 0 pt)                                 |
| Vainqueur Coupe 2024-2025                           | AS Fanalamanga                                      | 2e du Championnat 2024                             | Mighty Wanderers FC                                |
| Maurice (NC - 0 pt)                                 | Maurice (NC - 0 pt)                                 | Namibie (NC - 0 pt)                                | Namibie (NC - 0 pt)                                |
| Vainqueur Coupe 2024-2025                           | Pamplemousses SC                                    | Vainqueur Coupe 2024-2025                          | Young African FC                                   |
| Rwanda (NC - 0 pt)                                  | Rwanda (NC - 0 pt)                                  | Seychelles (NC - 0 pt)                             | Seychelles (NC - 0 pt)                             |
| 2e du Championnat 2024-2025                         | Rayon Sports FC                                     | Vainqueur Coupe 2024-2025                          | Foresters Mont Fleuri FC                           |
| Sierra Leone (NC - 0 pt)                            | Sierra Leone (NC - 0 pt)                            | Somalie (NC - 0 pt)                                | Somalie (NC - 0 pt)                                |
| Vainqueur Coupe 2024-2025                           | Bhantal FC                                          | Vainqueur Coupe 2024-2025                          | Dekedaha FC                                        |
| Soudan du Sud (NC - 0 pt)                           | Soudan du Sud (NC - 0 pt)                           | Zanzibar (NC - 0 pt)                               | Zanzibar (NC - 0 pt)                               |
| 2e du Championnat 2025                              | Al Merreikh FC                                      | Vainqueur Coupe 2024-2025                          | KMKM SC                                            |

Le Cap Vert, la République Centrafricaine, le Tchad, l'Erythrée, la Gambie, la Guinée Bissau, le Lesotho, La Réunion, Sao Tomé et Principe et le Zimbabwe, ne présentent pas de clubs dans cette compétition.

## Calendrier
| Nom                                             | Tirage au sort | Match aller                                 | Match retour                                     | Nombre de participants |
| ----------------------------------------------- | -------------- | ------------------------------------------- | ------------------------------------------------ | ---------------------- |
| Tours de qualification (2025)                   |                |                                             |                                                  |                        |
| Premier tour préliminaire                       | 9 août         | 19-21 septembre                             | 26-28 septembre                                  |                        |
| Deuxième tour préliminaire                      | 9 août         | 17-19 octobre                               | 24-26 octobre                                    | 32                     |
| Phase de groupes (2025-2026)                    |                |                                             |                                                  |                        |
| Journées 1 et 4 Journées 2 et 5 Journées 3 et 6 |                | 21-23 novembre 28-30 novembre 23-25 janvier | 30 janvier-1er février 6-8 février 13-15 février | 16                     |
| Phase finale (2026)                             |                |                                             |                                                  |                        |
| Quarts de finale                                |                | 13-15 mars                                  | 20-22 mars                                       | 8                      |
| Demi-finales                                    | 10-12 avril    | 17-19 avril                                 | 4                                                |                        |
| Finale                                          | 8-24 mai       | 8-24 mai                                    | 2                                                |                        |

## Tours de qualification
Six clubs sont exemptés du premier tour préliminaire et intègrent la compétition directement à partir du tour suivant.
Il s'agit des six clubs qualifiés via leur championnat étant le mieux classé au Classement quinquennal des clubs.
| Rang 2025 | Club              | Score |
| --------- | ----------------- | ----- |
| 7         | Zamalek SC        | 42    |
| 8         | Wydad AC          | 39    |
| 9         | USM Alger         | 37    |
| 10        | CR Belouizdad     | 36    |
| 21        | Stellenbosch FC   | 15    |
| 23        | Al-Masry SC       | 14    |
| 30        | Kaizer Chiefs FC  | 10    |
| 39        | Jwaneng Galaxy FC | 9     |
| 30        | ES Sahel          | 9     |
| 43        | Djoliba AC        | 5     |
| 63        | AS Otohô          | 2     |

- Equipe qualifié pour le second tour préliminaire
- Equipe qualifié pour le premier tour préliminaire

Le tirage au sort des tours de qualification a eu lieu le 9 aout 2025 au siège de la CAF au Caire. 
Lors des tours de qualification, chaque match se joue sur une base aller-retour. Si le score global est à égalité après le match retour, la règle des buts à l'extérieur est appliquée, et si l'égalité persiste,des tirs au but sont utilisés pour déterminer le vainqueur (Règlements III. 13 & 14).

### Premier tour préliminaire
Ce tour concerne les équipes classées au-delà de la 6e place du classement quinquennal des clubs parmi les équipes qualifiés. Les vainqueurs de ce tour se qualifient pour le deuxième tour préliminaire.
| Équipe                   | Aller | Total | Retour | Équipe                 |
| ------------------------ | ----- | ----- | ------ | ---------------------- |
| Ferroviário de Maputo    | -     | -     | -      | AS Fanalamanga         |
| NEC FC                   | -     | -     | -      | Nairobi United         |
|                          | -     | -     | -      | Djabal FC Iconi        |
| Al Ahly Wad Madani       | -     | -     | -      | ES Sahel               |
| Wolaitta Dicha SC        | -     | -     | -      |                        |
| Rayon Sports FC          | -     | -     | -      | Singida Black Stars FC |
| Asante Kotoko SC         | -     | -     | -      | Kwara UFC              |
| Flambeau du Centre       | -     | -     | -      |                        |
| Bhantal FC               | -     | -     | -      | Hafia FC               |
| US Forces armées         | -     | -     | -      | FC Gbohloé-su des Lacs |
| Abia Warriors FC         | -     | -     | -      | Djoliba AC             |
| ASN de la Nigelec        | -     | -     | -      | OC Safi                |
| Stade Tunisien           | -     | -     | -      | ASC SNIM               |
| Aigle royal de La Menoua | -     | -     | -      | FC San-Pédro           |
| Black Man Warrior FC     | -     | -     | -      | Coton FC               |
| Dekedaha FC              | -     | -     | -      | Al Zamalek Umr         |
| Foresters Mont Fleuri FC | -     | -     | -      | FC 15 de Agosto        |
| FC Canon 105             | -     | -     | -      | ZESCO UFC              |
| Mighty Wanderers FC      | -     | -     | -      | Jwaneng Galaxy FC      |
| Kabuscorp SC             | -     | -     | -      | Kaizer Chiefs FC       |
|                          | -     | -     | -      | Pamplemousses SC       |
| Young African FC         | -     | -     | -      | Royal Leopards FC      |
| Primeiro de Agosto       | -     | -     | -      | AS Otohô               |
| AS Port                  | -     | -     | -      | KMKM SC                |
| Al Merreikh FC           | -     | -     | -      | Azam FC                |
| AS Génération Foot       | -     | -     | -      | AFAD Djékanou          |

### Deuxième tour préliminaire
Ce tour concerne les équipes classées entre la 1re et la 6e place du classement quinquennal des clubs parmi les équipes qualifiés ainsi que les vainqueurs du tour précédent. Les vainqueurs de ce tour se qualifient pour la phase de groupe.
| Équipe                                      | Aller | Total | Retour | Équipe                                    |
| ------------------------------------------- | ----- | ----- | ------ | ----------------------------------------- |
| Dekedaha FC ou Al Zamalek Umr               | -     | -     | -      | Zamalek SC                                |
| Asante Kotoko SC ou Kwara UFC               | -     | -     | -      | Wydad AC                                  |
| AS Génération Foot ou AFAD Djékanou         | -     | -     | -      | USM Alger                                 |
| Bhantal FC ou Hafia FC                      | -     | -     | -      | CR Belouizdad                             |
| Foresters Mont Fleuri FC ou FC 15 de Agosto | -     | -     | -      | Stellenbosch FC                           |
| Wolaitta Dicha SC ou                        | -     | -     | -      | Al-Masry SC                               |
| NEC FC ou Nairobi United                    | -     | -     | -      | Al Ahly Wad Madani ou ES Sahel            |
| Stade Tunisien ou ASC SNIM                  | -     | -     | -      | ASN de la Nigelec ou OC Safi              |
| US Forces armées ou FC Gbohloé-su des Lacs  | -     | -     | -      | Abia Warriors FC ou Djoliba AC            |
| Aigle royal de La Menoua ou FC San-Pédro    | -     | -     | -      | Black Man Warrior FC ou Coton FC          |
| AS Port ou KMKM SC                          | -     | -     | -      | Al Merreikh FC ou Azam FC                 |
| Flambeau du Centre ou                       | -     | -     | -      | Rayon Sports FC ou Singida Black Stars FC |
| FC Canon 105 ou ZESCO UFC                   | -     | -     | -      | Mighty Wanderers FC ou Jwaneng Galaxy FC  |
| ou Djabal FC Iconi                          | -     | -     | -      | Kabuscorp SC ou Kaizer Chiefs FC          |
| ou Pamplemousses SC                         | -     | -     | -      | Young African FC ou Royal Leopards FC     |
| Ferroviário de Maputo ou AS Fanalamanga     | -     | -     | -      | Primeiro de Agosto ou AS Otohô            |

## Phase de groupe

### Format et tirage au sort
Le tirage au sort a lieu au Caire en Égypte. Les seize équipes participantes sont placées dans quatre pot de quatre équipes.
Les équipes sont placés dans les pots en fonction du Classement quinquennal des clubs.

#### Pot du tirage au sort
| Pot 1 | Pot 2 | Pot 3 | Pot 3 |
| ----- | ----- | ----- | ----- |
|       |       |       |       |
|       |       |       |       |
|       |       |       |       |
|       |       |       |       |

### Classements et Résultats
| Légende des classements - Qualifié pour les quarts de finale | 0 | Légende des résultats - Victoire à domicile - Match nul - Victoire à l'extérieur |

#### Groupe A
| Rang | Équipe | Pts | J | G | N | P | Bp | Bc | Diff |  | Résultats (▼ dom., ► ext.) |   |   |   |   |
| ---- | ------ | --- | - | - | - | - | -- | -- | ---- |  | -------------------------- | - | - | - | - |
| 1    |        | 0   | 0 | 0 | 0 | 0 | 0  | 0  | 0    |  |                            |   | - | - | - |
| 2    |        | 0   | 0 | 0 | 0 | 0 | 0  | 0  | 0    |  |                            | - |   | - | - |
| 3    |        | 0   | 0 | 0 | 0 | 0 | 0  | 0  | 0    |  |                            | - | - |   | - |
| 4    |        | 0   | 0 | 0 | 0 | 0 | 0  | 0  | 0    |  |                            | - | - | - |   |

#### Groupe B
| Rang | Équipe | Pts | J | G | N | P | Bp | Bc | Diff |  | Résultats (▼ dom., ► ext.) |   |   |   |   |
| ---- | ------ | --- | - | - | - | - | -- | -- | ---- |  | -------------------------- | - | - | - | - |
| 1    |        | 0   | 0 | 0 | 0 | 0 | 0  | 0  | 0    |  |                            |   | - | - | - |
| 2    |        | 0   | 0 | 0 | 0 | 0 | 0  | 0  | 0    |  |                            | - |   | - | - |
| 3    |        | 0   | 0 | 0 | 0 | 0 | 0  | 0  | 0    |  |                            | - | - |   | - |
| 4    |        | 0   | 0 | 0 | 0 | 0 | 0  | 0  | 0    |  |                            | - | - | - |   |

#### Groupe C
| Rang | Équipe | Pts | J | G | N | P | Bp | Bc | Diff |  | Résultats (▼ dom., ► ext.) |   |   |   |   |
| ---- | ------ | --- | - | - | - | - | -- | -- | ---- |  | -------------------------- | - | - | - | - |
| 1    |        | 0   | 0 | 0 | 0 | 0 | 0  | 0  | 0    |  |                            |   | - | - | - |
| 2    |        | 0   | 0 | 0 | 0 | 0 | 0  | 0  | 0    |  |                            | - |   | - | - |
| 3    |        | 0   | 0 | 0 | 0 | 0 | 0  | 0  | 0    |  |                            | - | - |   | - |
| 4    |        | 0   | 0 | 0 | 0 | 0 | 0  | 0  | 0    |  |                            | - | - | - |   |

#### Groupe D
| Rang | Équipe | Pts | J | G | N | P | Bp | Bc | Diff |  | Résultats (▼ dom., ► ext.) |   |   |   |   |
| ---- | ------ | --- | - | - | - | - | -- | -- | ---- |  | -------------------------- | - | - | - | - |
| 1    |        | 0   | 0 | 0 | 0 | 0 | 0  | 0  | 0    |  |                            |   | - | - | - |
| 2    |        | 0   | 0 | 0 | 0 | 0 | 0  | 0  | 0    |  |                            | - |   | - | - |
| 3    |        | 0   | 0 | 0 | 0 | 0 | 0  | 0  | 0    |  |                            | - | - |   | - |
| 4    |        | 0   | 0 | 0 | 0 | 0 | 0  | 0  | 0    |  |                            | - | - | - |   |

## Phase à élimination directe

### Tirage au sort
Les équipes qualifiées sont réparties selon leur classement en phase de poules (voir le tableau ci-dessous), les vainqueurs de groupe bénéficiant de l'avantage de jouer le match retour à domicile.
| Les 8 qualifiés | Les 8 qualifiés             | Les 8 qualifiés            | Les 8 qualifiés |
| Groupe          | Pot 1 - Vainqueur de groupe | Pot 2 - Deuxième de groupe |                 |
| --------------- | --------------------------- | -------------------------- | --------------- |
| A               |                             |                            |                 |
| B               |                             |                            |                 |
| C               |                             |                            |                 |
| D               |                             |                            |                 |

### Quarts de finale
| Équipe | Aller | Total | Retour | Équipe |
| ------ | ----- | ----- | ------ | ------ |
|        | -     | -     | -      |        |
|        | -     | -     | -      |        |
|        | -     | -     | -      |        |
|        | -     | -     | -      |        |

### Demi-finales
| Équipe | Aller | Total | Retour | Équipe |
| ------ | ----- | ----- | ------ | ------ |
|        | -     | -     | -      |        |
|        | -     | -     | -      |        |

### Finale
| Équipe | Aller | Total | Retour | Équipe |
| ------ | ----- | ----- | ------ | ------ |
|        | -     | -     | -      |        |

### Tableau final
|  | Quarts de finale | Quarts de finale | Quarts de finale | Quarts de finale |   |   | Demi-finales | Demi-finales | Demi-finales | Demi-finales |  |  | Finale | Finale | Finale | Finale |
|  |                  |                  |                  |                  |   |   |              |              |              |              |  |  |        |        |        |        |
|  |                  |                  |                  |                  |   |   |              |              |              |              |  |  |        |        |        |        |
|  |                  |                  |                  |                  |   |   |              |              |              |              |  |  |        |        |        |        |
|  |                  |                  | -                | -                |   |   |              |              |              |              |  |  |        |        |        |        |
|  |                  |                  | -                | -                |   |   |              |              |              |              |  |  |        |        |        |        |
|  |                  |                  | -                | -                |   |   |              |              |              |              |  |  |        |        |        |        |
|  |                  |                  | -                | -                | - | - |              |              |              |              |  |  |        |        |        |        |
|  |                  |                  |                  |                  | - | - |              |              |              |              |  |  |        |        |        |        |
|  |                  |                  |                  |                  | - | - |              |              |              |              |  |  |        |        |        |        |
|  |                  |                  | -                | -                | - | - |              |              |              |              |  |  |        |        |        |        |
|  |                  |                  |                  |                  |   |   |              |              |              |              |  |  |        |        |        |        |
|  |                  |                  | -                | -                |   |   |              |              |              |              |  |  |        |        |        |        |
|  |                  |                  | -                | -                | - | - |              |              |              |              |  |  |        |        |        |        |
|  |                  |                  |                  |                  | - | - |              |              |              |              |  |  |        |        |        |        |
|  |                  |                  |                  |                  | - | - |              |              |              |              |  |  |        |        |        |        |
|  |                  |                  | -                | -                | - | - |              |              |              |              |  |  |        |        |        |        |
|  |                  |                  | -                | -                |   |   |              |              |              |              |  |  |        |        |        |        |
|  |                  |                  | -                | -                |   |   |              |              |              |              |  |  |        |        |        |        |
|  |                  |                  | -                | -                | - | - |              |              |              |              |  |  |        |        |        |        |
|  |                  |                  |                  |                  | - | - |              |              |              |              |  |  |        |        |        |        |
|  |                  |                  |                  |                  | - | - |              |              |              |              |  |  |        |        |        |        |
|  |                  |                  | -                | -                | - | - |              |              |              |              |  |  |        |        |        |        |
|  |                  |                  |                  |                  |   |   |              |              |              |              |  |  |        |        |        |        |
|  |                  |                  | -                | -                |   |   |              |              |              |              |  |  |        |        |        |        |
|  |                  |                  |                  |                  |   |   |              |              |              |              |  |  |        |        |        |        |
|  |                  |                  |                  |                  |   |   |              |              |              |              |  |  |        |        |        |        |